# Liste der Naturdenkmale in Waldheim
Die Liste der Naturdenkmale in Waldheim nennt die Naturdenkmale in Waldheim im sächsischen Landkreis Mittelsachsen.

## Definition
„Naturdenkmäler sind rechtsverbindlich festgesetzte Einzelschöpfungen der Natur oder entsprechende Flächen bis zu fünf Hektar, deren besonderer Schutz erforderlich ist
1. aus wissenschaftlichen, naturgeschichtlichen oder landeskundlichen Gründen oder
2. wegen ihrer Seltenheit, Eigenart oder Schönheit.“

„§ 18 – Naturdenkmäler – (zu § 28 BNatSchG)
(1) Die Erklärung nach § 22 Abs. 1 BNatSchG von Teilen von Natur und Landschaft als Naturdenkmal erfolgt durch Rechtsverordnung oder Einzelanordnung.
(2) Über § 28 Abs. 1 BNatSchG hinaus können Naturdenkmäler zur Sicherung von Lebensgemeinschaften oder Lebensstätten von im Bestand gefährdeten oder streng geschützten Arten festgesetzt werden.“

## Naturdenkmale
Link zu einem Kartenansichtstool, um Koordinaten zu setzen.
| Bild                          | Bezeichnung                               | Lage                                        | Beschreibung              | Datum | Nummer |
| ----------------------------- | ----------------------------------------- | ------------------------------------------- | ------------------------- | --- | ------ |
| mehr Fotos \| Fotos hochladen | Sauergrasfichten                          | Waldheim (51° 4′ 12,1″ N, 13° 0′ 31,3″ O)   | Sauergrasfichten – Picea  | Verordnung des Landkreises Döbeln zur Festsetzung von Bäumen als Naturdenkmale im Landkreis Döbeln (BaumND-VO) vom 6. Dezember 2004 | ND 153 |
| mehr Fotos \| Fotos hochladen | Trockenschilfgebiet Reinsdorf             | Reinsdorf (51° 4′ 4,6″ N, 12° 57′ 51,7″ O)  | FND, östliche Teilfläche  | 10.12.1997 | fg:192 |
| mehr Fotos \| Fotos hochladen | Trockenschilfgebiet Reinsdorf             | Reinsdorf (51° 4′ 3,5″ N, 12° 57′ 26,3″ O)  | FND, westliche Teilfläche | 10.12.1997 | fg:192 |
| BW                            | Niederwerder Waldheim                     | Waldheim (51° 4′ 47,8″ N, 13° 1′ 10,1″ O)   | FND                       | 11.09.1995 | fg:193 |
| BW                            | Hangwiese Schönberg                       | Schönberg (51° 3′ 43,5″ N, 13° 1′ 27,6″ O)  | FND                       | 30.05.1995 | fg:195 |
| BW                            | Drei Seen                                 | Waldheim (51° 3′ 48,9″ N, 13° 0′ 45,9″ O)   | FND                       | 6.02.1996 | fg:200 |
| BW                            | Trockenhang Gebersbach                    | Gebersbach (51° 4′ 41,2″ N, 13° 3′ 25,9″ O) | FND                       | 6.02.1996 | fg:205 |
| BW                            | Primelwiese Massanei                      | Massanei (51° 3′ 25,9″ N, 13° 3′ 0,4″ O)    | FND                       | 27.09.1978 | fg:209 |
| BW                            | Fundstelle Kornerupin am Bahnhof Waldheim | Waldheim (51° 4′ 46,5″ N, 13° 0′ 48,7″ O)   | FND                       | 26.09.2007 | fg:215 |
| BW                            | Kalksilikat am Bahnhof Waldheim           | Waldheim (51° 4′ 33,5″ N, 13° 0′ 54,4″ O)   | FND                       | 26.09.2007 | fg:217 |